# Phú Hòa 2
Phú Hòa 2 là một xã thuộc tỉnh Đắk Lắk, Việt Nam.

## Địa lý
- Phía Đông giáp phường Tuy Hòa
- Phía Tây, phía Nam giáp xã Phú Hòa 1 và phía Tây Bắc giáp xã Vân Hòa
- Phía Bắc giáp xã Tuy An Nam và phường Bình Kiến.[2]

## Lịch sử
Ngày 16 tháng 6 năm 2025, Ủy ban Thường vụ Quốc hội ban hành Nghị quyết số 1660/NQ-UBTVQH15 về việc sắp xếp các đơn vị hành chính cấp xã của tỉnh Đắk Lắk năm 2025 (có hiệu lực từ ngày 1 tháng 7 năm 2025). Trong đó, hợp nhất xã Hòa Quang Nam, xã Hòa Quang Bắc và một phần diện tích tự nhiên, dân số của xã Hòa Trị thành xã Phú Hòa 2.